# 122. Aktion
Die 122. Aktion war eine im Jahr 2005 von dem Aktionskünstler Hermann Nitsch im Rahmen seines Orgien-Mysterien-Theaters inszenierte Performance. Sie fand im Wiener Burgtheater statt und war Nitschs erste Aktion in einem festen Theaterhaus.
Anlass waren die Jubiläumsfeierlichkeiten rund um den 50. Jahrestag der Wiedereröffnung des Burgtheater-Gebäudes nach dem Krieg (1955). Die Einladung Nitschs kam auf Anregung von Burgtheaterdirektor Klaus Bachler zustande.
Die Aufführung fand am 19. November 2005 mit über 100 Akteuren aus elf Nationen statt. Die Gesamtkonzeption der Aufführung stammte von Nitsch. Die Aktion begann um 15 Uhr und dauerte bis 22:30 Uhr. Die Karten zum für das Burgtheater ungewohnt hohen Preis von bis zu 250,- € waren schon am ersten Vorverkaufstag binnen weniger Stunden ausverkauft.
In das Spiel wurde das gesamte Gebäude des Burgtheaters mit einbezogen: Schauplätze der Handlung waren nicht nur die Hauptbühne, sondern auch das Eingangsfoyer, die beiden seitlichen Feststiegen (Landtmann-, Volksgartenseite), das 1. Pausenfoyer, der Lusterboden, der Außenbalkon zum Rathausplatz sowie auch draußen vor dem Theater der Gehsteig vor dem Hauptportal. Das Publikum saß nicht nur statisch auf seinen Sitzen, sondern konnte sich im ganzen Haus frei bewegen und überall die Akteure bei ihrer Arbeit beobachten, deren Gänge mitverfolgen. Das Hauptspiel konzentrierte sich jedoch vorwiegend auf die Bühne.
Wie schon in seiner Sommeraktion des Jahres 2004, dem 2-Tages-Spiel (120. Aktion), nahm Nitsch sein Parsifal-Speer-Motiv wieder auf: es gab 5 überdimensionale Speere, getragen von je 4 Speerträgern, 4 tote Schweine, tonnenweise Trauben, Tomaten und Blut und am Schluss ein – allerdings nicht vor Ort – frisch geschlachteter Stier, der auf der Hauptbühne auf einer hölzernen Stiertrage aufgehängt, dann von allen Akteuren in einer Fackelzug-Prozession einmal ums Burgtheater getragen und schließlich auf der Bühne vor Publikum öffentlich tranchiert und ausgeweidet wurde.